# Mercanti di campagna
I mercanti di campagna furono un ceto sociale caratteristico dello Stato della Chiesa, che prosperò tra il XVI e il XIX secolo, fornendo alle sue classi dominanti (clero e nobiltà) servizi finanziari e liquidità monetaria.
Per la particolare natura e struttura dello Stato pontificio, dove l'amministrazione pubblica era interamente gestita da personale ecclesiastico, e la classe dominante "laica" consistette fino a tutto il Rinascimento in una nobiltà di tipo feudale, fortemente intrecciata con la Chiesa sul piano dei rapporti economici e di potere, i mercanti di campagna costituirono, sul piano economico, il nerbo del suo scarso ceto medio, trovandosi ad essere coloro che potevano gestirne e metterne in circolazione la rendita fondiaria e, spesso, anche le entrate fiscali di cui erano appaltatori.
Da questo ceto sociale, nel tempo, proverranno molte delle famiglie di nuovi ricchi che sarebbero andate a costituire quello strato sociale superiore della classe media capitolina che, dall'Ottocento, verrà indicata, con intento tra l'ironico e il dispregiativo, con il nome di "generone.

## Origini
Le origini di questo aggregato sociale possono essere intraviste già alla fine del XIV secolo, quando la cattività avignonese determinò un notevole impoverimento di Roma (non più sede papale) e delle sue famiglie dominanti, che spesso esprimevano i pontefici, a vantaggio dei più avveduti e accumulatori tra i liberi agricoltori e allevatori 
.
La persistente rilevanza sociale delle attività agricole a Roma e in tutto lo Stato della Chiesa, del resto, è testimoniata dall'esistenza di una potente corporazione di allevatori (la nobilissima Universitas Bobacteriorum), i cui statuti vennero redatti sin dal 1407 e che non ha riscontro nel resto dell'Italia tardomedioevale.
Sin dal XV secolo si riconoscono a Roma in questo ceto, il nucleo più antico della famiglie della nobiltà cittadina che per secoli si contesero l'esercizio delle cariche comunali come i Del Bufalo, i Margani, i Maddaleni, i Santacroce, i Mattei, i Massimo, i Capodiferro, gli Altieri, i Caffarelli, i Muti e i Della Valle.

Ma è solo lungo il XVI secolo che comincia ad affiorare la distinzione, all'interno della categoria, tra aratores (contadini in senso stretto) e negociatores o mercatores (commercianti di prodotti agricoli). Sono questi ultimi che prendono in affitto - e spesso poi, nel tempo, acquistano - grandi proprietà agricole dai monasteri, dalle chiese o dalla nobiltà feduale. Lo spopolamento delle campagne laziali dovuto a guerre, invasioni e pestilenze, e la svalutazione della moneta hanno ridotto infatti i proventi delle rendite agrarie, ma non il bisogno di liquidità dei loro detentori: sono i mercatores - sia quelli emersi direttamente dall'economia agricola, sia mercanti in senso stretto, divenuti banchieri - che dispongono ormai della liquidità sufficiente a rispondere alla domanda di denaro proveniente dai proprietari dei terreni, e delle capacità organizzative per sfruttare al meglio questi ultimi, finalizzandoli alle produzioni più richieste dal mercato e che richiedono meno lavoro (cereali e carne), che possono essere realizzate in colture estensive praticate non più da piccoli proprietari o affittuari, ma da semplici braccianti o mezzadri, massimizzandone il profitto. 
Il numero di questi mercanti di campagna, a Roma, era assai ristretto: nel 1803 ne venivano indicati non più di 150, ma ognuno di loro prendeva in fitto "quattro, sei, dodici ed anche più tenute; della maggior parte vendono l'erbe a pastori, di molte fanno subaffitti ad altri con maggior pensione".
Il salto di qualità - da ricchi intermediari finanziari e commerciali a proprietari fondiari in senso proprio - i mercanti di campagna pensarono di farlo con la Repubblica romana del 1798-99, quando furono, complessivamente, i principali compratori dei fondi espropriati dai Francesi agli ordini e istituti religiosi. La Restaurazione seguita alla fine della Repubblica inficiò gran parte di quegli acquisti, tuttavia non mancarono, a soddisfare le loro ambizioni, le alienazioni di patrimoni fondiari, sia ecclesiastici (per ripianare il bilancio dello Stato) che nobiliari (per incapacità di gestione). Due generazioni dopo, alla caduta dello Stato pontificio, il patrimonio immobiliare ecclesiastico fu comunque liquidato, almeno in parte, e gli eredi dei mercanti di campagna presero il loro posto di capitalisti tra la nuova borghesia economica affluita nella nuova capitale.